# Liponeura euryfrons
Liponeura euryfrons är en tvåvingeart som beskrevs av Gottlieb Wilhelm Bischoff 1935. Liponeura euryfrons ingår i släktet Liponeura och familjen Blephariceridae. Inga underarter finns listade i Catalogue of Life.